# Манол Цоков
Маестро Манол Цоков е български музикант, създател през 1965 г. на „Хот-клуб Габрово“ – първият следвоенен джаз-клуб в България и на Международния Диксиленд парад през 1983 г. Ръководи „Оркестър Габрово“, „Диксиленд Габрово“, „Суинг дикси бенд Габрово“

## Биография

### Произход и младежки години
Манол Цоков е роден на 5 януари 1940 г. в Габрово. Завършва Априловската гимназия и Държавната консерватория в София. Още като ученик Манол Цоков печели първо място като пианист в Републикански фестивал на средношколската младеж.

### Джаз дейност през 60-те и 70-те години на ХХ век
През 1965 г. по негова идея в Габрово се създава първият следвоенен джаз клуб в България – „Хот-клуб Габрово“. В джазовия оркестър първоначално влизат още шестима музиканти – Владимир Шкодров, Георги Димитров, Христо Александров (Русенеца), Иван Андреев, Христо Берберов, Константин Ганчев. През 1966 г. към тях се присъединява и Румен Милев.
В периода 1967 – 70 г. е ръководител на Естраден оркестър към Окръжен съвет за изкуство и култура – Габрово. От късната есен на 1970 до лятото на 1971 г. изпълнява задълженията си на пианист към щатния оркестър към Окръжен съвет за изкуство и култура в града (ръководител Иван Ноев). От есента на 1971 до лятото на 1973 г. е хоноруван ръководител на няколко самодейни певчески групи към заводски домове на културата в Габрово, както и трети диригент на Мъжки хор – Габрово. От есента на 1973 до 1975 г. е преподавател по „оркестри“ в Естрадния отдел на БДК – София (днес Национална музикална академия „Проф. Панчо Владигеров“), след което се връща в Габрово.
През 1976 – 1979 г. ръководи Естраден оркестър към Общински съвет за култура – Габрово, наречен „Оркестър за политически песни“. През 1979 г. е преименуван на „Оркестър Габрово“ и до закриването му през 2010 г. се ръководи от Манол Цоков. Маестрото ръководи и нещатния сборен „Биг Бенд Габрово“, съществувал на два етапа през 1968 – 1969 и 1975 – 1979 г., носител на златен медал през 1969 г. на заключителния етап от Фестивал на художествената самодейност, проведен в Габрово. Манол Цоков ръководи също така оркестрите „Диксиленд Габрово“ (1979 – 1980 г.) и „Суинг дикси бенд Габрово“ (след 1981 г.) – имената, с които „Оркестър Габрово“ има поредица от участия на джаз фестивали и концерти извън Габрово.

### Диксиленд паради в Габрово
След като „Суинг дикси бенд Габрово“ участва с голям успех на XI Интернационален диксиленд фестивал в Дрезден през 1981 г., се заражда идеята за създаване на диксиленд фестивал в Габрово. През 1982 г. се прави джаз среща в Габрово с едно международно участие, а през 1983 г. се провежда и първият Международен Диксиленд парад в Габрово по идея на Манол Цоков. Маестро Цоков се занимава с организацията на Диксиленд парада до 2007 г., когато фестивалът прекъсва.

### Последни години
През 2002 г. е обявен за почетен гражданин на Габрово.
Умира на 18 декември 2013 г. в родния си град.

## За него
- Владимир Гаджев, „Манол Цоков. Джазът – мисия на един живот“. София: Изток-Запад, 2020.